# Маркус Менцлер
Маркус Менцлер (нім. Markus Menzler; нар. 25 липня 1977) — колишній німецький тенісист.
Найвищу одиночну позицію світового рейтингу — 385 місце досяг 12 липня 1999, парну — 314 місце — 14 вересня 1998 року.

## Титули ITF Ф'ючерс

### Парний розряд: (7)
| Ранг | Дата     | Турнір                           | Покриття | Партнер             | Суперники                           | Рахунок       |
| ---- | -------- | -------------------------------- | -------- | ------------------- | ----------------------------------- | ------------- |
| 1.   | Лют 1998 | Австрія F2, Берггайм             | Килим    | Маркус Вісльсперґер | Жюльєн Бутте Жан-Мішель Пекері      | 4–6, 6–1, 6–0 |
| 2.   | Тра 1998 | Німеччина F5, Швабський Галль    | Ґрунт    | Маркус Вісльсперґер | Корнель Бардоцький Тамаш Дєрдь      | 6–4, 3–6, 7–6 |
| 3.   | Лип 1998 | Греція F6, Верія                 | Тверде   | Патрік Зоммер       | Майкл Коган Енді Рам                | 6–0, 6–4      |
| 4.   | Сер 1998 | Італія F12, Гардоне-Валь-Тромпія | Ґрунт    | Маркус Вісльсперґер | Леонардо Ольгін Мігель Пастура      | 7–6, 5–7, 6–3 |
| 5.   | Тра 1999 | Греція F2, Filippiada            | Тверде   | Ян-Ральф Брандт     | Жіль Ельсенеер Еял Ерліх            | 6–7, 6–4, 6–4 |
| 6.   | Тра 1999 | Греція F3, Яніна                 | Тверде   | Ян-Ральф Брандт     | Константінос Ікономідіс Нікос Ровас | 6–2, 6–2      |
| 7.   | Чер 1999 | Канада F2, Монреаль              | Тверде   | Ян Борушевскі       | Вінн Крісвелл Луїс Восло            | 6–7, 6–4, 6–3 |